# باغمزار ویرانی
باغمزار ویرانی مربوط به دورهٔ ایلخانی است و در شهرستان طرقبه شاندیز، روستای لنگر واقع شده و این اثر در تاریخ ۱۰ خرداد ۱۳۸۲ با شمارهٔ ثبت ۸۷۳۰ به‌عنوان یکی از آثار ملی ایران به ثبت رسیده است.